# 오카정 (아오모리시)
오카정(岡町)는 일본 아오모리현 아오모리시에 속한 지명이자 오아자이다. 소아자로는 후지토, 후나오카, 마쓰모토, 미야모토가 있다. 우편번호는 038-0041이다.
1. ↑  “人口・世帯数等（住民基本台帳）”. 青森市. 2024년 1월 1일. 2024년 2월 3일에 확인함.